# Royal Maitland
Pour les articles homonymes, voir Maitland.
Royal Lethington "Pat" Maitland (9 janvier 1889–28 mars 1946) est un homme politique canadien de la Colombie-Britannique. Il est député provincial conservateur de la circonscription britanno-colombienne de Vancouver City de 1928 à 1933, ainsi que de Vancouver-Point Grey de 1937 à 1946. Il est député de la Coalition dès 1945.
Procureur général dans le gouvernement du premier ministre John Hart de 1941 à 1946, il est aussi président de l'Association du Barreau canadien.

## Biographie

### Carrière légale
Né en Ingersoll en Ontario, Maitland est un éminent avocat criminaliste et professeur de droit. Durant sa carrière, il est procureur pour la ville de Vancouver. Actif dans l'Association du Barreau canadien, il est le 15e président de l'organisme de 1943 à 1944.

### Carrière politique
Élu une première fois dans Vancouver City en 1928, l'élection de 1933 amène une dissolution en deux factions rivales dans le gouvernement de Simon Fraser Tolmie amenant Maitland à ne pas se représenter.
De retour à l'Assemblée législative de la Colombie-Britannique en 1937 dans Vancouver-Point-Grey, il devient chef du Parti conservateur l'année suivante à la suite du décès de Frank Porter Patterson. Chef de l'opposition officielle, Maitland s'attelle à rebâtir un parti moribond et réconcilier les deux factions conservatrices.
Après l'élection de 1941, les Conservateurs parviennent à faire élire 12 députés, mais terminent troisième derrière le CCF qui a doublé son nombre de sièges. Au gouvernement, les Libéraux de Dufferin Pattullo sont reportés au pouvoir dans un contexte de gouvernement minoritaire. Ayant remporté en nombre de sièges mais pas le vote populaire, les Libéraux pressent alors Pattullo de former un gouvernement de coalition avec les Conservateurs afin d'éviter la chute du gouvernement et la victoire probable du CCF. 
Face au refus de Pattullo, ce dernier est remplacé par John Hart qui appuie l'idée de coalition à laquelle se joigne les Conservateurs, ces derniers obtenant trois sièges dans le cabinet.
Maitland meurt en poste de l'influenza à la Vancouver General Hospital (en) en mars 1946 à l'âge de 57 ans.